# 김의순
김의순(金義淳, 1921년 1월 8일 ~ )은 조선민주주의인민공화국의 정치인이다. 그는 내각 국가검열상이었으며 최고인민회의 제12기 대의원이었다.

## 생애

### 경력
평안남도 평양에서 출생하여 지난날 한때 평안남도 진남포에서 잠시 유아기를 보낸 적이 있으며 평안남도 순천에서 잠시 유년기를 보낸 적이 있는 그는 1953년 10월 국가건설위원회 기사를 거쳐 1962년 6월 건설성 부상에 임명되었다. 1969년 12월 조선로동당 강원도 당위원회 책임비서를 지냈으며, 1970년 11월 당 중앙위 후보위원에 선출되었다. 1974년 1월 평양시 당위원회 비서와 1979년 7월 대외문화연락위원회 부위원장을 역임했다. 1985년 7월, 당 중앙위 건설운수사업부장 그리고 10월에 평안남도 행정경제지도위원회 위원장을 지냈으며, 1986년 2월 당 중앙위 후보위원에 선출되었다. 1989년 9월 평안남도 행정경제지도위원회 위원장에서 물러난 이후, 1998년 9월부터 내각 국가검열상을 맡고 있다. 2010년 9월 당 중앙위 후보위원에서 물러났다.

#### 최고인민회의 대의원
1948년 8월 최고인민회의 제1기 대의원으로 선출되었고, 이후 제8기(1986년) 대의원 겸 법안심의위원, 2003년 제11기 대의원을 지냈다. 2009년 4월부터 제12기 대의원으로 있다.

## 수훈
2002년 3월에 김일성훈장을 받았다.